# Paul R. Ehrlich
Paul Ralph Ehrlich (ur. 29 maja 1932 w Filadelfii) – amerykański biolog, demograf i pedagog związany ze Stanford University, autor The Population Bomb, laureat Nagrody Crafoorda (1990) i Fellows Royal Society.

## Życiorys

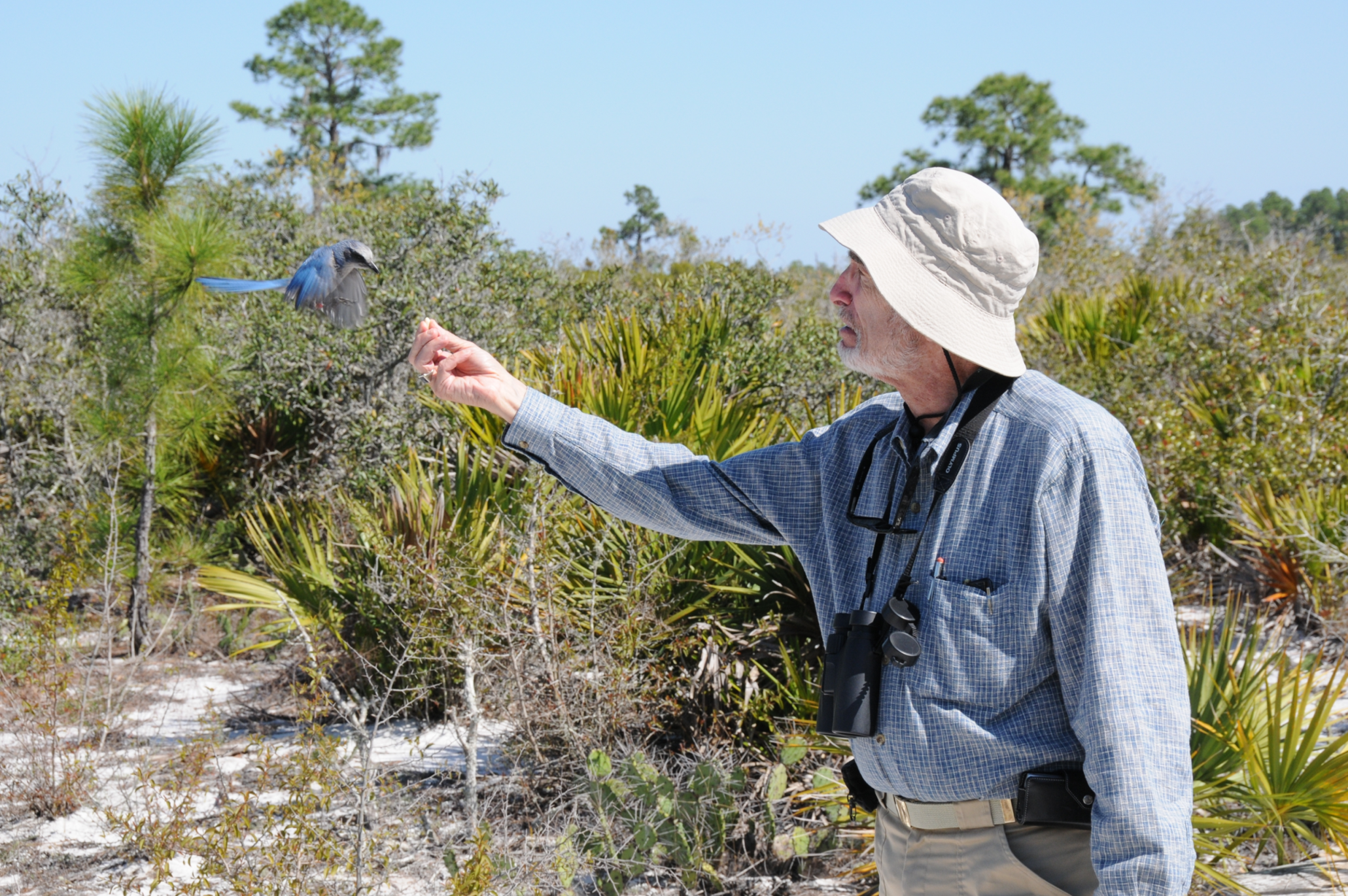
Paul Ehrlich (2010)

Populacja świata 1800–2100 – trzy prognozy ONZ; wzrost wykładniczy (linia czerwona) i logistyczny (linia pomarańczowa) oraz spadek po przekroczeniu pojemności środowiska

P.R. Ehrlich zainteresował się ekologią i problemami potrzeb żywnościowych rosnącej populacji ludzkiej pod wpływem lektury książki Williama Vogta Road to Survival (1948). Studiował zoologię na University of Pennsylvania, uzyskując stopień licencjata (B.A.) w roku 1953. Studia kontynuował w University of Kansas, gdzie otrzymał stopień magistra (M.A.) w roku 1955 i doktora (Ph.D.) w roku 1957. W latach 1951–1952 był inspektorem Northern Insect Survey (północ Kanady i Subarktyka), a w kolejnych latach był związany z University of Kansas (Department of Entomology). Brał udział w realizacji programów badawczych: DDT Resistance Project (1952–1954, współwykonawca – Bering Seacoast of Alaska), Biting Fly Survey (1956–1957, USAF Research Project) i Genetics and Behavior of Parasitic Mites (1957–1959, NIH Project, współwykonawca – Chicago Academy of Sciences).
Od roku 1959 pracuje w Stanford University. W roku 1966 otrzymał stanowisko full profesora biologii, a od roku 1976 zajmuje też pozycję Bing Professor of Population Studies. Jest kierownikiem Center for Conservation Biology. Jest też członkiem licznych stowarzyszeń naukowych i społecznych w różnych krajach świata.

## Tematyka badań
Paul H. Ehrlich, wspólnie z żoną – Anne H. Ehrlich, rozpoczynał pracę naukową w latach 50. XX w. jako entomolog. Badania dotyczące kluczowych zagadnień klasyfikacji, ekologii i ewolucji owadów, prowadził na przykładzie motyli. Wspólnie z Peterem Ravenem opracował nowe koncepcje dynamiki populacji, wnosząc istotny wkład do ekologii populacyjnej i teorii koewolucji. Wraz z E.O. Wilsonem zajmował się problemem różnorodności biologicznej i jej zagrożeniami (stwierdzono, że liczba współczesnych gatunków wynosi ok. 50 mln, a ich większość zamieszkuje wilgotne lasy równikowe i rafy koralowe oraz – prawdopodobnie – głębiny mórz). Oszacował, że pod koniec XX w. tempo wymierania będzie określane liczbą znikających gatunków na godzinę.
Wiedzę i doświadczenie zgromadzone w czasie badań ekologii zwierząt P. Ehrlich wykorzystał poświęcając się w kolejnych latach zagadnieniom dotyczącym ludności świata, w tym zagrożeniom związanym ze wzrostem liczebności populacji. Paul Ehrlich i jego żona należą do grupy naukowców, którzy zajmują się prognozowaniem zmian środowiska pod wpływem wykładniczego wzrostu liczby ludności Ziemi (zob. antropopresja), w tym matematycznym modelowaniem tych zmian. Na podstawie danych zgromadzonych m.in. przez Petera Vitouseka stwierdzono, że ok. 3% globalnej produkcji pierwotnej (4% produkcji na lądach) ludzkość zużywa co roku bezpośrednio, jako pożywienie, drewno opałowe i paszę dla zwierząt hodowlanych. Biorąc pod uwagę dodatkowo „spożycie pośrednie” (np. nie spożywane części roślin uprawnych, nie wykorzystane rolniczo części pastwisk) oszacowano, że w drugiej połowie XX w. ludzkość zawłaszczała ok. 30% GPP, a udział ten rośnie i może osiągnąć 80% w połowie XXI w.
P. Ehrlich (wspólnie z Williamem Holdrenem i Barrym Commonerem) zaproponował tzw. równanie IPAT:
{\displaystyle I=P\cdot A\cdot T,}
gdzie:
{\displaystyle I} – presja ludności,
{\displaystyle P} – wielkość populacji,
{\displaystyle A} – konsumpcja zasobów per capita (zależna od poziomu życia, {\displaystyle A} od ang. affluence – bogactwo),
{\displaystyle T} – miara wpływu działalności technologicznej.
Równanie jest stosowane w czasie prognozowania zmian stanu środowiska pod wpływem ludzkości.
W uzasadnieniu przyznania małżonkom A. i P. Ehrlichom John & Alice Tyler Prize podkreślano, że wykazali się osobistą odwagą głosząc publicznie swoje apele o ograniczenie tempa wzrostu liczebności populacji (zob. też statyczna teoria zasobów, granice wzrostu), ochronę bioróżnorodności, swój sprzeciw wobec rasizmu i konsumpcjonizmu oraz ostrzeżenia przed zagrożeniem nuklearnym. Ich głos zwrócił uwagę polityków na konieczność globalnej ochrony środowiska.

## Publikacje
Paul R. Ehrlich jest autorem lub współautorem ponad 800 publikacji. Na liście wydanych książek, którą zamieszczono w roku 2004 na stronie internetowej Uniwersytetu w Stanfordzie, znajduje się ok. 40 pozycji. Lista zawiera m.in. 3 wydania The Population Bomb (1968, 1971 i 1978) oraz napisaną wspólnie z żoną The Population Explosion (1990).
Wykaz najważniejszych publikacji obejmuje (według www Stanford Univ.):

1965– Butterflies and plants: A study in coevolution. Evolution 18:586-608 (wsp. P.H. Raven),
1975– Checkerspot butterflies: A historical perspective. Science 188:221–228 (współautorstwo),
1984– Can sex ratio be defined or determined? The case of a population of checkerspot butterflies. Amer. Natur. 124:527–539 (wsp. A.E. Launer, D.D. Murphy),
1987– The Science of Ecology. Macmillan, New York (wsp. J. Roughgarden),
1990– The Population Explosion. Simon and Schuster, New York (wsp. A.H. Ehrlich),
– An exploratory model of the impact of rapid change on the world food situation. Proceedings of the Royal Society of London, Series B 241:232–244 (wsp. G.C. Daily),
1991– Determinants of spatial distribution in a population of the subalpine butterfly Oeneis chryxus. Oecologia 88:587–596 (wsp. G.C. Daily, D. Wheye.),
– Biodiversity studies: Science and Policy. Science 253:758–762 (wsp. E.O. Wilson),
– Healing the Planet. Addison-Wesley Publishing Company, New York (wsp. A.H. Ehrlich),
1992– Population, sustainability, and Earth’s carrying capacity. BioScience 42:761–771 (wsp. G.C Daily),
– Population biology of checkerspot butterflies and the preservation of global biodiversity. Oikos 63:6–12,
1993– Food Security, Population, and Environment. Population and Development Review 19:1–32 (wsp. G.C. Daily, A.H. Ehrlich),
– Double keystone bird in a keystone species complex. Proc. Natl. Acad. Sci. USA 90:592–594 (wsp. G.C Daily, N.M. Haddad),
1994– Influence of Social Status on Individual Foraging and Community Structure in a Bird Guild. Oecologia. 100: 153–165 (wsp. G.C. Daily),
1996– Conservation in temperate forests: What do we need to know and do? Forest Ecology and Management 85: 9–19,
1997– Population diversity: Its extent and extinction. Science 278: 689–692 (wsp. J.B. Hughes, G.C. Daily),
2000– Conservation of insect diversity: a habitat approach. Conservation Biology 14: 1788–1797 (wsp. J.B. Hughes, G.C. Daily),
2001– Countryside biogeography: Utilization of human-dominated habitats by the avifauna of southern Costa Rica. Ecological Applications 11: 1–13 (wsp. G.C. Daily, A. Sanchez-Azofeifa),
2007– Is current consumption excessive? A general framework and some indications for the U.S. Conservation Biology 21: 1145–1154 (wsp. L. H. Goulder),
2008– Where does biodiversity go from here? A grim business-as-usual forecast and a hopeful portfolio of partial solutions. Proceedings of the National Academy of Sciences of the United States of America 105: 11579–11586 (wsp. R.M. Pringle),
– Natural selection and cultural rates of change. Proceedings of the National Academy of Sciences 105: 3416–3420 (wsp. D.S. Rogers),
– Key issues for attention from ecological economists. Environment and Development Economics 13: 1–20,
– Demography and policy: A view from outside the discipline. Population and Development Review 34: 103–113,
2010– The MAHB, the culture gap, and some really inconvenient truths. PLoS Biology 8 e1000330,
– The culture gap and its needed closures. International Journal of Environmental Studies 67: 481–492 (wsp. A.H. Ehrlich).

## Nagrody i wyróżnienia
Paul R. Ehrlich otrzymał m.in.:

- Sigma Xi-Resa Grant-in-Aid za badania wykonane na Alasce i w północno-zachodniej Kanadzie, 1955
- First Prize od Mitchell Foundation za „creativity in designing workable strategies to achieve sustainable societies”, 1979
- John Muir Award od Sierra Club, 1980
- Humanist Distinguished Service Award od American Humanist Association, 1985
- First Distinguished Achievement Award, Society for Conservation Biology, 1987
- Gold Medal, World Wildlife Fund International, 1987
- AAAS/Scientific American Gerard Piel Award for Service to Science in the Cause of Humankind, 1989
- Crafoord Prize in Population Biology and the Conservation of Biological Diversity, The Royal Swedish Academy of Sciences, 1990
- MacArthur Prize Fellowship, 1990-1995
- Major Achievement Award, New York City Audubon Society, 1991
- Volvo Environment Prize, 1993
- World Ecology Medal, International Center for Tropical Ecology, 1993
- Sasakawa Environment Prize, United Nations Environment Programme, 1994
- Heinz Award for the Environment, 1995
- Tyler Prize for Environmental Achievement, 1998
- Dr. A.H. Heineken Prize for Environmental Sciences, 1998
- One Hundred Champions of Conservation, Natl. Audubon Society, 1998
- Blue Planet Prize of the Asahi Glass Foundation, Japan, 1999
- Distinguished Scientist Award, AIBS, 2001
- Eminent Ecologist Award, Ecological Society of America, 2001

Został uhonorowany przez liczne stowarzyszenia naukowe i inne organizacje tytułami

- 1961 – California Academy of Sciences, Fellow,
- 1978 – American Association for the Advancement of Science, Fellow,
- 1982 – American Academy of Arts and Sciences, Fellow,
- 1985 – National Academy of Sciences, Member,
- 1987 – Entomological Society of America, Fellow,
- 1989 – American Humanist Association, Honorary Life Member,
- 1989 – American Ornithologists’ Union, Elective Member,
- 1989 – British Ecological Society, Honorary Membership,
- 1989 – UNEP Global 500 Roll of Honour,
- 1990 – American Philosophical Society, Member,
- 1991 – The University of Kansas, Distinguished Service Citation,
- 1991 – International Society for Philosophical Enquiry, Honorary Member,
- 1992 – European Academy of Sciences and Arts, Member,
- 1996 – Nuclear Age Peace Foundation, Distinguished Peace Leader.

Otrzymał honorowy tytuł Doctor of Humane Letters University of the Pacific (1970) i doktoraty HC Bethany College (1990) i Ohio Wesleyan University (1990).